# Diacyclops humphreysi
Diacyclops humphreysi is een eenoogkreeftjessoort uit de familie van de Cyclopidae. De wetenschappelijke naam van de soort is voor het eerst geldig gepubliceerd in 1996 door Pesce & De Laurentiis.